# Distretto di Canoas de Punta Sal
Il distretto di Canoas de Punta Sal è un distretto del Perù, situato nella provincia di Contralmirante Villar, nella regione di Tumbes.